# Leptodesmia perrieri
Leptodesmia perrieri är en ärtväxtart som beskrevs av Anton Karl Schindler. Leptodesmia perrieri ingår i släktet Leptodesmia och familjen ärtväxter. Inga underarter finns listade i Catalogue of Life.